# Список птахів Уругваю

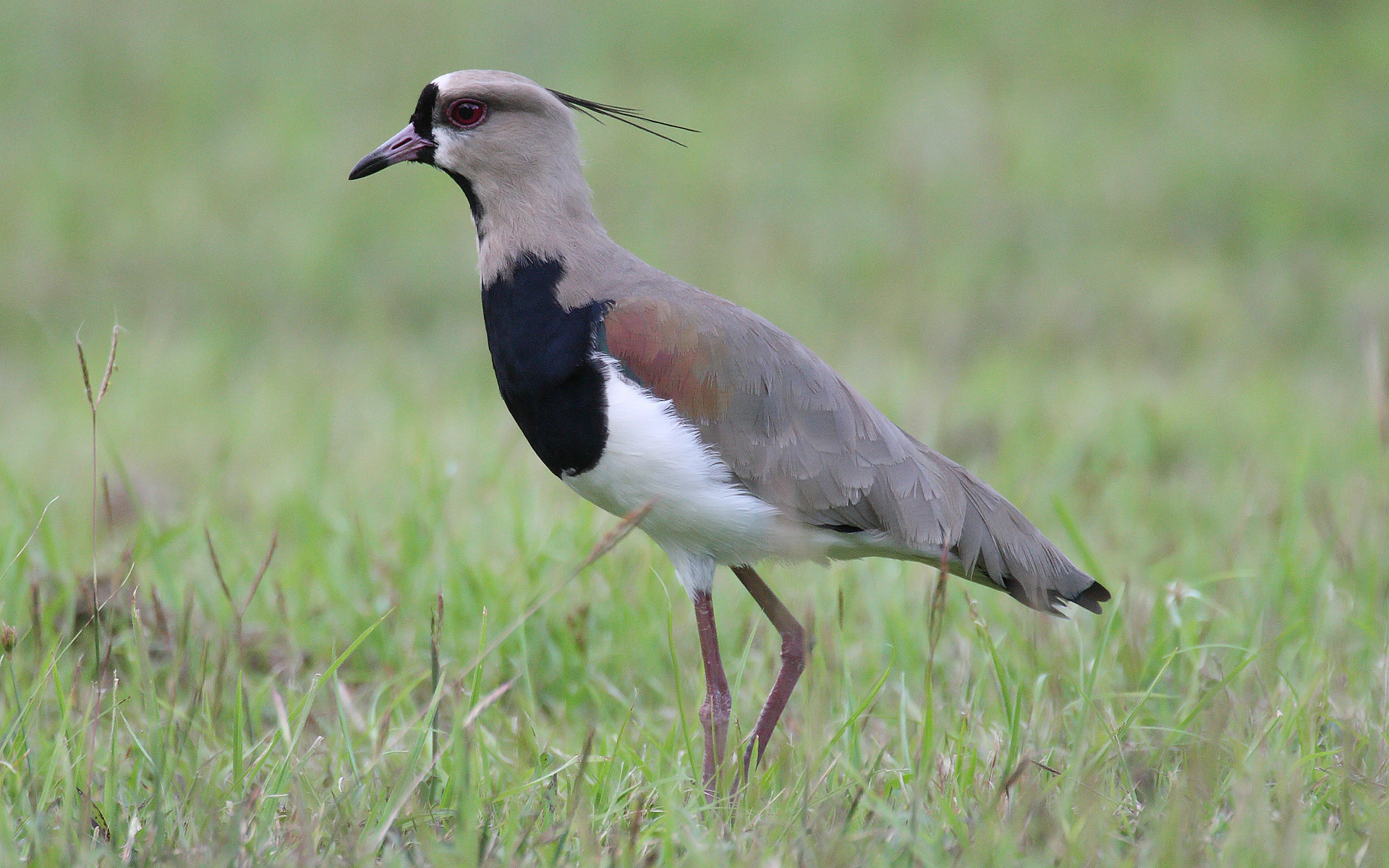
Чайка чилійська — національний птах Уругваю.

Це перелік видів птахів, зафіксованих в Уругваї. Орнітофауна Уругваю налічує 448 видів, з них 7 інтродуковані людиною, 39 — рідкісні або бродячі, а шість — локально вимерлі. Ще 20 видів є гіпотетичними (тобто їхні спостереження непідтверджені).
За винятком випадків, коли запис цитується інакше, список видів складається з даних Комітету класифікації Південної Америки (SACC) Американського орнітологічного товариства. Таксономічне трактування списку (позначення та послідовність рядів, родин та видів) та номенклатура (наукові назви) також приведені згідно з SACC.

## Позначки
Наступні теги були використані для виділення декількох категорій.
- (V) Залітний — вид, який рідко або випадково трапляється в Уругваї
- (I) Інтродукований — вид, завезений до Уругваю як наслідок прямих чи непрямих дій людини
- (H) Гіпотетичний — вид, чиє перебування на території Уругваю зафіксоване, але не підтверджене

## Нанду
Родина Нандуві (Rheidae)
- Нанду великий, Rhea americana

## Тинаму
Родина Тинамові (Tinamidae)
- Татаупа каштановий, Crypturellus obsoletus
- Інамбу рудошиїй, Rhynchotus rufescens
- Нотура строкатий, Nothura maculosa

## Гусеподібні
Родина Паламедеєві (Anhimidae)
- Паламедея, Anhima cornuta (V)
- Чайя аргентинська, Chauna torquata

Родина Качкові (Anatidae)
- Свистач рудий, Dendrocygna bicolor
- Свистач білоголовий, Dendrocygna viduata
- Лебідь чорношиїй, Cygnus melancoryphus
- Коскороба, Coscoroba coscoroba
- Каргарка магеланська, Chloephaga picta
- Качка мускусна, Cairina moschata
- Качка американська, Sarkidiornis sylvicola
- Чирянка болівійська, Callonetta leucophrys
- Чирянка бразильська, Amazonetta brasiliensis
- Чирянка чорноголова, Spatula versicolor
- Широконіска аргентинська, Spatula platalea
- Spatula discors (V)
- Чирянка руда, Spatula cyanoptera
- Свищ чилійський, Mareca sibilatrix
- Шилохвіст білощокий, Anas bahamensis
- Шилохвіст жовтодзьобий, Anas georgica
- Чирянка жовтодзьоба, Anas flavirostris
- Чернь аргентинська, Netta peposaca
- Качка чорноголова, Heteronetta atricapilla
- Савка маскова, Nomonyx dominicus
- Савка аргентинська, Oxyura vittata

## Куроподібні
Родина Краксові (Cracidae)
- Пенелопа парагвайська, Penelope obscura
- Чачалака бура, Ortalis canicollis (H)

Родина Токрові (Odontophoridae)
- Токро бразильський, Odontophorus capueira

## Фламінго
Родина Фламінгові (Phoenicopteridae)
- Фламінго чилійський, Phoenicopterus chilensis

## Пірникозоподібні
Родина Пірникозові (Podicipedidae)
- Пірникоза Роланда, Rollandia rolland
- Пірникоза домініканська, Tachybaptus dominicus
- Пірникоза рябодзьоба, Podilymbus podiceps
- Пірникоза-голіаф, Podiceps major

## Голубоподібні
Родина Голубові (Columbidae)
- Голуб сизий, Columba livia (I)
- Голуб аргентинський, Patagioenas picazuro
- Голуб парагвайський, Patagioenas maculosa
- Голуб рожевошиїй, Patagioenas cayennensis
- Горличка білолоба, Leptotila verreauxi
- Горличка сіроголова, Leptotila rufaxilla
- Zenaida auriculata
- Талпакоті коричневий, Columbina talpacoti
- Пікуї, Columbina picui

## Зозулеподібні
Родина Зозулеві (Cuculidae)
- Гуїра, Guira guira
- Ані великий, Crotophaga major
- Ані товстодзьобий, Crotophaga ani
- Tapera naevia
- Кукліло попелястоволий, Coccycua cinerea
- Піая велика, Piaya cayana
- Кукліло бурий, Coccyzus melacoryphus
- Кукліло північний, Coccyzus americanus

## Дрімлюгоподібні
Родина Потуєві (Nyctibiidae)
- Поту малий, Nyctibius griseus

Родина Дрімлюгові (Caprimulgidae)
- Накунда, Chordeiles nacunda
- Анаперо віргінський, Chordeiles minor
- Дрімлюга довгодзьобий, Systellura longirostris
- Пораке рудощокий, Nyctidromus albicollis
- Дрімлюга малий, Setopagis parvulus
- Дрімлюга-вилохвіст бразильський, Hydropsalis torquata

Родина Серпокрильцеві (Apodidae)
- Свіфт болівійський, Streptoprocne zonaris (V)
- Голкохвіст південний, Chaetura meridionalis (V)

## Колібрі
Родина Колібрієві (Trochilidae)
- Колібрі-якобін чорний, Florisuga fusca
- Колібрі-ангел синьогрудий, Heliomaster furcifer
- Колібрі-смарагд золоточеревий, Chlorostilbon lucidus
- Колібрі-лісовичок синьоголовий, Thalurania glaucopis (H)
- Колібрі білогорлий, Leucochloris albicollis
- Колібрі-сапфір золотистий, Hylocharis chrysura

## Журавлеподібні
Родина Арамові (Aramidae)
- Арама , Aramus guarauna

Родина Пастушкові (Rallidae)
- Султанка американська, Porphyrio martinica
- Султанка жовтодзьоба, Porphyrio flavirostris (V)
- Погонич жовтоволий, Laterallus flaviventer (V)
- Погонич уругвайський, Laterallus spiloptera
- Погонич оливковий, Laterallus melanophaius
- Погонич біловолий, Laterallus leucopyrrhus
- Погонич-пігмей чорний, Coturnicops notatus
- Погонич попелястий, Mustelirallus albicollis (V)
- Пастушок строкатий, Pardirallus maculatus
- Пастушок аргентинський, Pardirallus sanguinolentus
- Пастушок гігантський, Aramides ypecaha
- Пастушок сірошиїй, Aramides cajaneus
- Курочка плямистобока, Porphyriops melanops
- Курочка латиноамериканська, Gallinula galeata
- Лиска червонолоба, Fulica rufifrons
- Лиска жовтодзьоба, Fulica armillata
- Fulica leucoptera

## Сивкоподібні
Родина Сивкові (Charadriidae)
- Сивка американська, Pluvialis dominica
- Сивка морська, Pluvialis squatarola
- Oreopholus ruficollis
- Чайка чилійська, Vanellus chilensis
- Пісочник сірощокий, Charadrius modestus
- Пісочник канадський, Charadrius semipalmatus (H)
- Пісочник пампасовий, Charadrius collaris
- Пісочник фолклендський, Charadrius falklandicus

Родина Кулики-сороки (Haematopodidae)
- Кулик-сорока американський, Haematopus palliatus
- Кулик-сорока південний, Haematopus ater (V)

Родина Чоботарові (Recurvirostridae)
- Himantopus mexicanus

Родина Сніжницеві (Chionididae)
- Сніжниця жовтодзьоба, Chionis alba

Родина Баранцеві (Scolopacidae)
- Бартрамія, Bartramia longicauda
- Кульон ескімоський, Numenius borealis (ймовірно вимер)
- Кульон середній, Numenius phaeopus
- Грицик канадський, Limosa haemastica
- Крем'яшник звичайний, Arenaria interpres
- Побережник ісландський, Calidris canutus
- Побережник довгоногий, Calidris himantopus
- Побережник білий, Calidris alba
- Побережник канадський, Calidris bairdii
- Побережник білогрудий, Calidris fuscicollis
- Жовтоволик, Calidris subruficollis
- Побережник арктичний, Calidris melanotos
- Побережник довгопалий, Calidris pusilla (H)
- Баранець-велетень, Gallinago undulata (H)
- Баранець неотропічний, Gallinago paraguaiae
- Плавунець довгодзьобий, Phalaropus tricolor
- Actitis macularia
- Коловодник малий, Tringa solitaria
- Коловодник строкатий, Tringa melanoleuca
- Коловодник американський, Tringa semipalmata
- Коловодник жовтоногий, Tringa flavipes

Родина Тинокорові (Thinocoridae)
- Тинокор чилійський, Thinocorus rumicivorus

Родина Яканові (Jacanidae)
- Якана червонолоба, Jacana jacana

Родина Мальованцеві (Rostratulidae)
- Мальованець аргентинський, Rostratula semicollaris

Родина Поморникові (Stercorariidae)
- Поморник чилійський, Stercorarius chilensis (V)
- Поморник антарктичний, Stercorarius maccormicki
- Поморник фолклендський, Stercorarius antarcticus
- Поморник середній, Stercorarius pomarinus
- Поморник короткохвостий, Stercorarius parasiticus
- Поморник довгохвостий, Stercorarius longicaudus

Родина Водорізові (Rynchopidae)
- Водоріз американський, Rynchops niger

Родина Мартинові (Laridae)
- Мартин патагонський, Chroicocephalus maculipennis
- Мартин сіроголовий, Chroicocephalus cirrocephalus
- Мартин ставковий, Leucophaeus pipixcan (V)
- Мартин аргентинський, Larus atlanticus
- Мартин домініканський, Larus dominicanus
- Крячок бурий (Anous stolidus) (H)
- Крячок карибський, Sternula antillarum (V)
- Крячок амазонський, Sternula superciliaris
- Крячок великодзьобий, Phaetusa simplex
- Крячок чорнодзьобий, Gelochelidon nilotica
- Крячок чорний, Chlidonias niger (V)
- Крячок річковий, Sterna hirundo
- Крячок полярний, Sterna paradisaea (V)
- Крячок американський, Sterna hirundinacea
- Крячок антарктичний, Sterna vittata
- Крячок білоголовий, Sterna trudeaui
- Крячок рябодзьобий, Thalasseus sandvicensis
- Thalasseus maximus

## Пінгвіни
Родина Пінгвінові (Spheniscidae)
- Пінгвін королівський, Aptenodytes patagonicus (V)
- Пінгвін магеланський, Spheniscus magellanicus
- Пінгвін чубатий, Eudyptes chrysocome

## Буревісникоподібні
Родина Альбатросові (Diomedeidae)
- Альбатрос королівський, Diomedea epomophora
- Альбатрос мандрівний, Diomedea exulans
- Альбатрос бурий, Phoebetria fusca (H)
- Альбатрос смугастодзьобий, Thalassarche chlororhynchos
- Альбатрос чорнобровий, Thalassarche melanophris
- Альбатрос сіроголовий, Thalassarche chrysostoma (H)
- Альбатрос сірощокий, Thalassarche cauta

Родина Океанничні (Oceanitidae)
- Фрегета чорночерева, Fregetta tropica (V)
- Океанник Вільсона, Oceanites oceanicus

Родина Качуркові (Hydrobatidae)
- Качурка північна, Hydrobates leucorhoa (V)

Родина Буревісникові (Procellariidae)
- Буревісник гігантський, Macronectes giganteus
- Буревісник велетенський, Macronectes halli
- Буревісник південний, Fulmarus glacialoides
- Пінтадо, Daption capense
- Тайфунник кергеленський, Aphrodroma brevirostris (V)
- Тайфунник довгокрилий, Pterodroma macroptera (V)
- Тайфунник м'якоперий, Pterodroma mollis
- Тайфунник атлантичний, Pterodroma incerta
- Тайфунник тринідадський, Pterodroma arminjoniana (V)
- Буревісник блакитний, Halobaena caerulea (V)
- Пріон антарктичний, Pachyptila desolata
- Пріон тонкодзьобий, Pachyptila belcheri
- Буревісник сірий, Procellaria cinerea  (V)
- Буревісник білогорлий, Procellaria aequinoctialis
- Буревісник тристанський, Procellaria conspicillata (H)
- Буревісник середземноморський, Calonectris diomedea
- Буревісник кабо-вердійський, Calonectris edwardsii
- Буревісник сивий, Ardenna grisea
- Буревісник великий, Ardenna gravis
- Буревісник малий, Puffinus puffinus
- Пуфінур великий, Pelecanoides urinatrix (V)

## Лелекоподібні
Родина Лелекові (Ciconiidae)
- Магуарі, Ciconia maguari
- Ябіру неотропічний, Jabiru mycteria (H)
- Міктерія, Mycteria americana

## Сулоподібні
Родина Фрегатові (Fregatidae)
- Фрегат карибський, Fregata magnificens

Родина Сулові (Sulidae)
- Сула жовтодзьоба, Sula dactylatra (V)
- Сула білочерева, Sula leucogaster (V)

Родина Змієшийкові (Anhingidae)
- Змієшийка американська, Anhinga anhinga

Родина Бакланові (Phalacrocoracidae)
- Баклан бразильський, Phalacrocorax brasilianus
- Баклан імператорський, Phalacrocorax atriceps

## Пеліканоподібні
Родина Чаплеві (Ardeidae)
- Бушля рудошия, Tigrisoma lineatum
- Бугай строкатий, Botaurus pinnatus
- Бугайчик аргентинський, Ixobrychus involucris
- Квак, Nycticorax nycticorax
- Чапля мангрова, Butorides striata
- Чапля єгипетська, Bubulcus ibis
- Кокої, Ardea cocoi
- Чепура велика, Ardea alba
- Чапля-свистун, Syrigma sibilatrix
- Чепура трибарвна, Egretta tricolor (V)
- Чепура американська, Egretta thula
- Чепура блакитна, Egretta caerulea (H)

Родина Ібісові (Threskiornithidae)
- Коровайка американська, Plegadis chihi
- Ібіс чорний, Phimosus infuscatus
- Ібіс блакитний, Theristicus caerulescens
- Ібіс білокрилий, Theristicus caudatus
- Косар рожевий, Platalea ajaja

## Яструбоподібні
Родина Катартові (Cathartidae)
- Урубу, Coragyps atratus
- Катарта червоноголова, Cathartes aura
- Катарта саванова, Cathartes burrovianus

Родина Скопові (Pandionidae)
- Скопа, Pandion haliaetus

Родина Яструбові (Accipitridae)
- Шуліка білохвостий, Elanus leucurus
- Elanoides forficatus (V)
- Канюк-рибалка, Busarellus nigricollis
- Шуліка-слимакоїд червоноокий, Rostrhamus sociabilis
- Circus cinereus
- Circus buffoni
- Accipiter striatus
- Яструб неотропічний, Accipiter bicolor
- Geranospiza caerulescens
- Buteogallus meridionalis
- Buteogallus urubitinga
- Buteogallus coronatus (локально вимер)
- Канюк великодзьобий, Rupornis magnirostris
- Канюк пустельний, Parabuteo unicinctus
- Канюк білохвостий, Geranoaetus albicaudatus
- Geranoaetus polyosoma
- Агуя, Geranoaetus melanoleucus
- Buteo brachyurus (V)
- Канюк прерієвий, Buteo swainsoni

## Совоподібні
Родина Сипухові (Tytonidae)
- Сипуха, Tyto alba

Родина Совові (Strigidae)
- Сплюшка неотропічна, Megascops choliba
- Сплюшка санта-катаринська, Megascops sanctaecatarinae
- Пугач віргінський, Bubo virginianus
- Сичик-горобець рудий, Glaucidium brasilianum
- Сич американський, Athene cunicularia
- Сич вохристолобий, Aegolius harrisii
- Сова-крикун, Asio clamator
- Сова болотяна, Asio flammeus

## Трогоноподібні
Родина Трогонові (Trogonidae)
- Сурукура, Trogon surrucura (локально вимер)

## Сиворакшоподібні
Родина Рибалочкові (Alcedinidae)
- Рибалочка-чубань неотропічний, Megaceryle torquata
- Рибалочка амазонійський, Chloroceryle amazona
- Рибалочка зелений, Chloroceryle americana

## Дятлоподібні
Родина Туканові (Ramphastidae)
- Тукан великий, Ramphastos toco

Родина Дятлові (Picidae)
- Добаш зебровий, Picumnus cirratus
- Добаш бразильський, Picumnus nebulosus
- Melanerpes candidus
- Melanerpes cactorum
- Дзьоган смугастокрилий, Veniliornis spilogaster
- Дятел смугастохвостий, Veniliornis mixtus
- Campephilus leucopogon
- Дятел-смугань жовтобровий, Piculus aurulentus (H)
- Colaptes melanochloros
- Colaptes campestris

## Каріамоподібні
Родина Каріамові (Cariamidae)
- Каріама червононога, Cariama cristata

## Соколоподібні
Родина Соколові (Falconidae)
- Сокіл плямистокрилий, Spiziapteryx circumcincta (H)
- Каракара аргентинська, Caracara plancus
- Хімахіма, Milvago chimachima
- Хіманго, Milvago chimango
- Боривітер американський, Falco sparverius
- Сокіл мексиканський, Falco femoralis
- Сапсан, Falco peregrinus

## Папугоподібні
Родина Папугові (Psittacidae)
- Калита сіроволий, Myiopsitta monachus
- Котора рудочеревий, Pyrrhura frontalis
- Папуга патагонський, Cyanoliseus patagonus
- Anodorhynchus glaucus (ймовірно вимер)
- Нандая, Aratinga nenday (I)
- Аратинга синьолобий, Thectocercus acuticaudatus
- Аратинга червонощокий, Psittacara mitratus (I)
- Аратинга венесуельський, Psittacara leucophthalmus

## Горобцеподібні
Родина Сорокушові (Thamnophilidae)
- Кущівник довгохвостий, Mackenziaena leachii
- Сорокуш рудоголовий, Thamnophilus ruficapillus
- Сорокуш сірий, Thamnophilus caerulescens

Родина Гусеницеїдові (Conopophagidae)
- Гусеницеїд рудий, Conopophaga lineata

Родина Горнерові (Furnariidae)
- Землекоп світлочеревий, Geositta cunicularia
- Дереволаз оливковий, Sittasomus griseicapillus
- Дереволаз плоскодзьобий, Dendrocolaptes platyrostris
- Дереволаз-шабледзьоб, Drymornis bridgesii
- Дереволаз вузькодзьобий, Lepidocolaptes angustirostris
- Дереволаз південний, Lepidocolaptes falcinellus
- Горнеро рудий, Furnarius rufus
- Потічник, Lochmias nematura
- Ротакоа, Phleocryptes melanops
- Очеретник криводзьобий, Limnornis curvirostris
- Землелаз довгодзьобий, Upucerthia dumetaria (H)
- Трясохвіст смугастокрилий, Cinclodes fuscus
- Heliobletus contaminatus
- Філідор білогорлий, Syndactyla rufosuperciliata
- Сікора чубата, Leptasthenura platensis
- М'якохвіст малий, Phacellodomus sibilatrix
- М'якохвіст вохристоволий, Phacellodomus striaticollis
- М'якохвіст великий, Phacellodomus ruber
- М'якохвіст іржастоволий, Phacellodomus ferrugineigula
- Анумбі смугастоголовий, Anumbius annumbi
- Анумбі чубатий, Coryphistera alaudina
- Канастеро короткодзьобий, Asthenes baeri
- Канастеро блідий, Asthenes hudsoni
- Канастеро малий, Asthenes pyrrholeuca
- Очеретник прямодзьобий, Limnoctites rectirostris
- Курутія жовтогорла, Limnoctites sulphuriferus
- Курутія білоброва, Cranioleuca pyrrhophia
- Spartonoica maluroides
- Качолота чорночуба, Pseudoseisura lophotes
- Мочарник жовтогорлий, Certhiaxis cinnamomeus
- Периліо, Schoeniophylax phryganophilus
- Пію сірочеревий, Synallaxis cinerascens
- Пію аргентинський, Synallaxis spixi
- Пію блідий, Synallaxis albescens
- Пію гайовий, Synallaxis frontalis

Родина Котингові (Cotingidae)
- Рара червоновола, Phytotoma rutila

Родина Бекардові (Tityridae)
- Бекард білоголовий, Xenopsaris albinucha
- Бекард зелений, Pachyramphus viridis
- Бекард рябокрилий, Pachyramphus polychopterus
- Бекард чубатий, Pachyramphus validus

Родина Тиранові (Tyrannidae)
- Тиранчик оливкововолий, Phylloscartes ventralis
- Мухоїд світлогорлий, Tolmomyias sulphurescens
- Тітіріджі білочеревий, Hemitriccus margaritaceiventer
- Мухолов рудогорлий, Poecilotriccus plumbeiceps
- Hirundinea ferruginea
- Тиранчик-рудь білочеревий, Euscarthmus meloryphus
- Тиранчик-тонкодзьоб південний, Camptostoma obsoletum
- Еленія жовточерева, Elaenia flavogaster
- Еленія сіровола, Elaenia spectabilis
- Еленія чилійська, Elaenia chilensis
- Еленія короткодзьоба, Elaenia parvirostris
- Еленія оливкова, Elaenia mesoleuca
- Еленія паранайська, Elaenia sordida
- Тиранець зелений, Myiopagis viridicata
- Suiriri suiriri
- Тачурі-сірочуб темногорлий, Polystictus pectoralis
- Тиранчик гострохвостий, Culicivora caudacuta
- Дорадито чубатий, Pseudocolopteryx sclateri
- Дорадито очеретяний, Pseudocolopteryx flaviventris
- Тираник темний, Serpophaga nigricans
- Тираник сіроголовий, Serpophaga subcristata
- Тираник білочеревий, Serpophaga munda (V)
- Тираник аргентинський, Serpophaga griseicapilla (H)
- Pitangus sulphuratus
- Пікабуї, Machetornis rixosa
- Пітанга-великодзьоб, Megarynchus pitangua
- Тиран смугастий, Myiodynastes maculatus
- Empidonomus varius
- Туквіто чорноголовий, Griseotyrannus aurantioatrocristatus
- Тиран тропічний, Tyrannus melancholicus
- Тиран вилохвостий, Tyrannus savana
- Іржавець західний, Casiornis rufus
- Копетон неотропічний, Myiarchus swainsoni
- Копетон блідий, Myiarchus tyrannulus
- Курета іржаста, Myiophobus fasciatus
- Тиранчик-короткодзьоб південний, Sublegatus modestus
- Pyrocephalus rubinus
- Віюдита чорноспинна, Fluvicola albiventer
- Віюдита білоголова, Arundinicola leucocephala (V)
- Ятапа-стернохвіст, Gubernetes yetapa (V)
- Alectrurus risora
- Негрито патагонський, Lessonia rufa
- Смолик, Hymenops perspicillatus
- Ада чубатий, Knipolegus lophotes
- Ада сизодзьобий, Knipolegus cyanirostris
- Сатрапа, Satrapa icterophrys
- Дормілон масковий, Muscisaxicola maclovianus
- Монжита чорновуса, Nengetus cinereus
- Монжита біла, Xolmis irupero
- Xolmis dominicanus
- Гохо світлочеревий, Agriornis micropterus (V)
- Гохо малий, Agriornis murinus (H)
- Монжита чорноголова, Neoxolmis coronatus
- Пепоаза, Neoxolmis rufiventris
- Москверо бронзовий, Lathrotriccus euleri
- Тачурі, Tachuris rubrigastra

Родина Віреонові (Vireonidae)
- Віреон рудобровий, Cyclarhis gujanensis
- Віреон червоноокий, Vireo olivaceus
- Віреон білобровий, Vireo chivi

Родина Воронові (Corvidae)
- Пая пурпурова, Cyanocorax cyanomelas (V)
- Пая лазурова, Cyanocorax caeruleus
- Пая круглочуба, Cyanocorax chrysops

Родина Ластівкові (Hirundinidae)
- Ластовиця патагонська, Pygochelidon cyanoleuca
- Ластівка рудоголова, Alopochelidon fucata
- Ластівка пампасова, Stelgidopteryx ruficollis
- Щурик бурий, Progne tapera
- Щурик сірогорлий, Progne chalybea
- Щурик південний, Progne elegans
- Білозорка лазурова, Tachycineta leucorrhoa
- Білозорка чилійська, Tachycineta leucopyga
- Ластівка берегова, Riparia riparia (H)
- Ластівка сільська, Hirundo rustica
- Ясківка білолоба, Petrochelidon pyrrhonota

Родина Воловоочкові (Troglodytidae)
- Волоочко співоче, Troglodytes aedon
- Овад річковий, Cistothorus platensis

Родина Комароловкові (Polioptilidae)
- Комароловка маскова, Polioptila dumicola

Родина Дроздові (Turdidae)
- Дроздик жовтоногий, Turdus flavipes (V)
- Дрізд світлогрудий, Turdus leucomelas
- Дрізд рудочеревий, Turdus rufiventris
- Дрізд кремововолий, Turdus amaurochalinus
- Дрізд білосмугий, Turdus albicollis

Родина Пересмішникові (Mimidae)
- Пересмішник білобровий, Mimus saturninus
- Пересмішник білокрилий, Mimus triurus
- Пересмішник рудий, Mimus dorsalis

Родина Шпакові (Sturnidae)
- Шпак звичайний, Sturnus vulgaris (I)

Родина Горобцеві (Passeridae)
- Горобець хатній, Passer domesticus (I)

Родина Плискові (Motacillidae)
- Щеврик пампасовий, Anthus chii
- Щеврик короткодзьобий, Anthus furcatus
- Щеврик патагонський, Anthus correndera
- Щеврик вохристий, Anthus nattereri
- Щеврик бурохвостий, Anthus hellmayri

Родина В'юркові (Fringillidae)
- Зеленяк, Chloris chloris (I)
- Щиглик, Carduelis carduelis (I)
- Spinus magellanicus
- Гутурама темнощока, Chlorophonia cyanocephala
- Гутурама пурпуровоголова, Euphonia chlorotica (H)

Родина Passerellidae
- Багновець південний, Ammodramus humeralis
- Бруант рудошиїй, Zonotrichia capensis

Родина Трупіалові (Icteridae)
- Шпаркос білобровий, Leistes superciliaris
- Шпаркос пампасовий, Leistes defilippii
- Касик чорний, Cacicus solitarius
- Касик золотокрилий, Cacicus chrysopterus
- Трупіал червоноплечий, Icterus pyrrhopterus
- Вашер короткодзьобий, Molothrus rufoaxillaris
- Вашер синій, Molothrus bonariensis
- Трупіал червоноголовий, Amblyramphus holosericeus
- Чопі, Gnorimopsar chopi
- Вашер рудокрилий, Agelaioides badius
- Варілеро золотоплечий, Agelasticus thilius
- Каруг рудоголовий, Chrysomus ruficapillus
- Тордо шафрановий, Xanthopsar flavus
- Мочарець жовтогузий, Pseudoleistes guirahuro
- Мочарець бронзовий, Pseudoleistes virescens

Родина Піснярові (Parulidae)
- Жовтогорлик південний, Geothlypis aequinoctialis
- Пісняр тропічний, Setophaga pitiayumi
- Пісняр-лісовик білощокий, Setophaga striata (V)
- Коронник сивоголовий, Myiothlypis leucoblephara
- Коронник малий, Basileuterus culicivorus

Родина Кардиналові (Cardinalidae)
- Піранга сонцепера, Piranga flava
- Лускар синій, Cyanoloxia glaucocaerulea
- Лускар ультрамариновий (Cyanoloxia brissonii)

Родина Саякові (Thraupidae)
- Посвірж золотоголовий, Sicalis flaveola
- Посвірж короткодзьобий, Sicalis luteola
- Вівсянчик великий, Rhopospina fruticeti (V)
- Якарина, Volatinia jacarina
- Танагра-жалібниця червоночуба, Tachyphonus coronatus (V)
- Танагра амазонійська, Trichothraupis melanops
- Червоночубик вогнистий, Coryphospingus cucullatus
- Зерноїд савановий, Sporophila pileata
- Зерноїд іржастий, Sporophila hypoxantha
- Зерноїд чорноволий, Sporophila ruficollis
- Зерноїд болотяний, Sporophila palustris
- Зерноїд болівійський, Sporophila hypochroma
- Зерноїд каштановий, Sporophila cinnamomea
- Зерноїд мальований, Sporophila caerulescens
- Зерноїд масковий, Sporophila collaris
- Чако, Saltatricula multicolor
- Зернолуск сірий, Saltator coerulescens
- Зернолуск зеленокрилий, Saltator similis
- Зернолуск золотодзьобий, Saltator aurantiirostris
- Пампасник великий, Embernagra platensis
- Трав'янець гострохвостий, Emberizoides herbicola
- Трав'янець малий, Emberizoides ypiranganus
- Свертушка білокрила, Poospiza ornata (V)
- Свертушка біловуса, Poospiza nigrorufa
- Свертушка сіровола, Microspingus cabanisi
- Свертушка чорноголова, Microspingus melanoleucus
- Вівсянка довгохвоста, Donacospiza albifrons
- Діука південна, Diuca diuca (V)
- Вівсянка жовта, Gubernatrix cristata
- Paroaria coronata
- Paroaria capitata
- Танагра діадемова, Stephanophorus diadematus
- Блакитар вохристочеревий, Pipraeidea melanonota
- Ravenia bonariensis
- Танагра парагвайська, Stilpnia preciosa
- Саяка синя, Thraupis sayaca